# Victor Agbanou
Victor Agbanou (Lokossa, Benin, 23 de dezembro de 1945) é um clérigo beninense e bispo de Lokossa.
Em 10 de agosto de 1974, Victor Agbanou recebeu o Sacramento da Ordem para a Diocese de Lokossa.
Em 5 de julho de 2000, o Papa João Paulo II o nomeou Bispo de Lokossa. O Prefeito Emérito da Congregação para os Bispos, Cardeal Bernardin Gantin, o consagrou em 4 de novembro do mesmo ano; Os co-consagradores foram o Bispo de Nice, Jean Bonfils SMA, e o Bispo de Djougou, Paul Kouassivi Vieira.
Em 26 de outubro de 2016, foi eleito presidente da Conferência Episcopal de Benin.